# A biológiai sokféleség nemzetközi napja

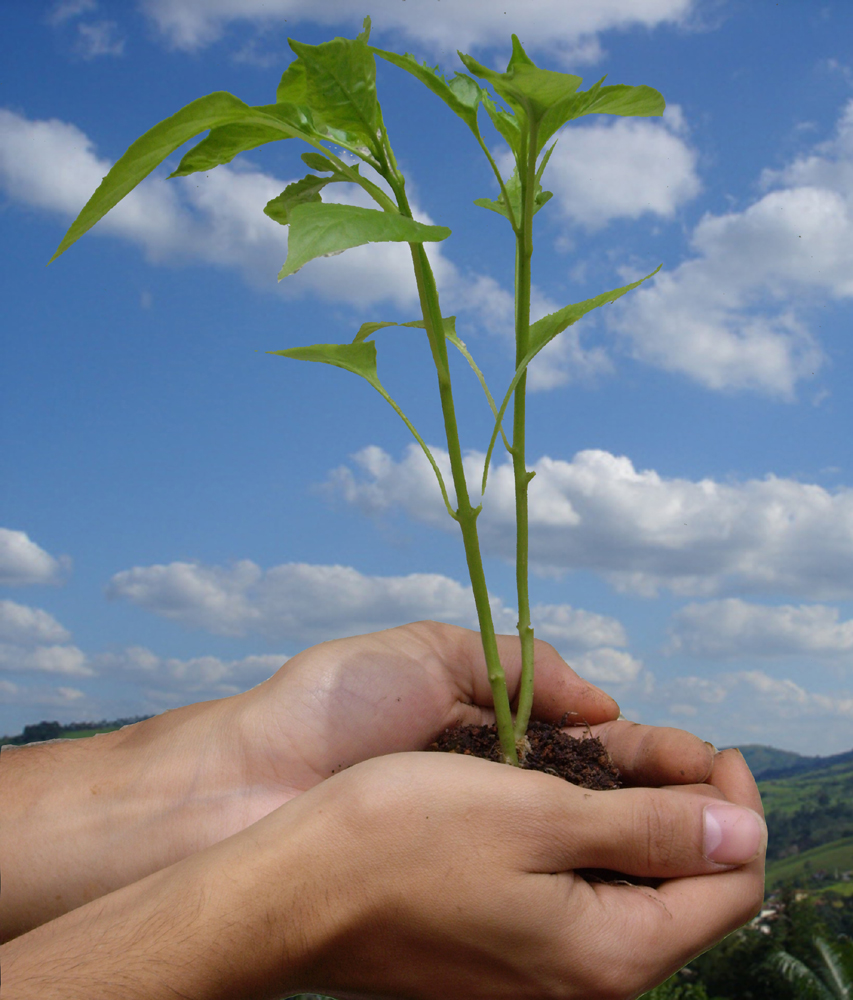

A biológiai sokféleség nemzetközi napja vagy a biodiverzitás védelmének világnapja minden év május 22-én olyan világnap, amely az élővilág sokféleségére (biodiverzitás), illetve az azt fenyegető veszélyekre igyekszik ráirányítani a széles nyilvánosság figyelmét. A választás azért esett május 22-ére, mert 1992-ben ezen a napon fogadták el a Biológiai Sokféleség Egyezmény végleges szövegét az ENSZ Környezeti Programjának (UNEP) Nairobiban tartott konferenciáján.
Az egyezmény „azt a célt tűzte ki, hogy 2010-re világszinten jelentősen mérsékelni kell a biológiai sokféleség csökkenésének jelenlegi ütemét. A 2010-re vonatkozó célkitűzést később a Fenntartható Fejlődés Világcsúcs is elfogadta.”

## Története
„A rendezvény alapját Edward Osborne Wilson amerikai entomológus és természetvédelmi szakember teremtette meg 1997-ben, amikor több tucat botanikus és zoológus részvételével a New York állambeli Walden-tó környékén megnyitotta az első Biodiverzitás Napot.”
Május 22-ét, az ENSZ közgyűlése 2000-ben nyilvánította a Biológiai Sokféleség Nemzetközi Napjává. 
Korábban december 29-éhez, a biológiai sokféleség egyezmény hatályba lépésének évfordulójához kötődött e jeles nap, azonban az év végi ünnepek miatt a világ sok országában problémát jelentett az eseményről kellő súllyal megemlékezni.

## Az Európai Unióban
„Az Európai Unió a globális vállalásnál ambiciózusabb célt tűzött ki maga elé, ugyanis az Európai Tanács Göteborg-i ülésén vállalta, hogy Európában 2010-ig megállítja a biológiai sokféleség csökkenését.”

## Magyarországon
Magyarországon első alkalommal 2005-ben emlékeztek meg a Biológiai Sokféleség Nemzetközi Napjáról, a Fővárosi Állat- és Növénykert rendezvényén. 2006-ban a Baranya megyei Gyűrűfű településen rendeztek „Biodiverzitás Napot”, és egy minisztériumi-civil rendezvényt a Kiskunsági Nemzeti Parkban, Bugacon.
A Környezetvédelmi és Vízügyi Minisztérium honlapot Archiválva 2008. május 11-i dátummal a Wayback Machine-ben üzemeltet a Biológiai Sokféleség Egyezmény hazai, európai és világszintű kérdéseiről.